# Heinrich Vollmer
Heinrich Vollmer (* 26. Juli 1885 in Altdorf (Landkreis Esslingen); † 1. Juli 1961 in Tübingen) gründete 1909 in Biberach an der Riß die Maschinenfabrik Vollmer Werke. Er war von 1928 bis 1940 ein bekannter Waffenkonstrukteur in Europa.

## Leben und Werk
Als Chefkonstrukteur nutzte Heinrich Vollmer 1928 bei den Erma Werken in Erfurt die Grundkonstruktion der MP36 und entwickelte aus ihr die bekannten deutschen Maschinenpistolen des Zweiten Weltkrieges, die MP38 und die MP40. Von diesen Waffen wurden 1,2 Millionen Stück hergestellt, und sie wurden international als „Schmeisser-MP“ bekannt.
Der Entwickler der MP38, wie die Fachliteratur oft falsch informiert, war nicht Hugo Schmeisser, sondern der für die Erfurter Firma tätige Ingenieur Heinrich Vollmer. Dass die Waffe unter „Schmeisser“ bekannt war, lag daran, dass das Stangenmagazin der MP38 bzw. MP40 von Schmeisser stammte und auch so gekennzeichnet war.
Heinrich Vollmer war seit 1909 der Firmeninhaber der Vollmer Werke GmbH, deren Hauptsitz in Biberach an der Riß ist und heute mehr als 700 Mitarbeiter weltweit beschäftigt.
Nach dem Zweiten Weltkrieg gehörte Vollmer der Beratenden Landesversammlung des Landes Württemberg-Hohenzollern und für zwei Jahre dem Biberacher Stadtrat an, jeweils für die CDU. 1959 wurde er von Landrat Paul Heckmann für das Bundesverdienstkreuz vorgeschlagen, doch dies lehnte Vollmer ab.

## Bekannte Konstruktionen
- Vollmer-MPi, 1927
- Vollmer Maschinengewehr 27